# Čeněk Hrbek
Čeněk Hrbek (Prága, 1837. május 8. – Plzeň, 1902.) cseh fényképész, festő.

## Élete
1854-től Hynek Fiedlerrel és Adolf Pechel a prágai festőakadémián tanult. Ennek elvégzése után az Umělecká beseda tagja lett, amely 1864-ben megjelentette Dudácká című rajzát. Ezen ígéretes kezdetek ellenére a fényképészet felé fordult. Tőke hiányában vándorfényképész lett. 1863-ban České Budějovicében, 1867-ben Klatovyban és 1868-ban Pilsenben fényképezett, ahol B. Salzmann fényképész özvegyének társa lett. Ekkor változott a cégnév "Salzman & Hrbek"-re. 
1871 körül a műterem átköltözött és Hrbek önállósodott. Nem tudni okát, de rövidesen ismét České Budějovicébe költözött, ahol 1872-ben Adolf Pechel társult. 1876-ban visszatért Pilsenbe és megújította egykori műtermét "Hrbek & Roškota" néven. 1877-ben végleg itt telepedett le és a város jelentős fényképészévé vált. Több műemléket, épületet is lefotózott. Ebben Josef Böttinger munkásságának folytatója volt. Portréfényképeinél a magnéziumos fényt alkalmazta, mellyel megelőzte kortársait. 
Halála után a negatívjai a város tulajdonába kerültek és a múzeumban kerültek elhelyezésre. Ezzel azon kevés 19. századi hivatásos fényképész közé tartozik, kik munkásságát a negatívokról is nyomon követhetjük. A családi műtermet utána fia Jiří vezette.
Művei a pilseni Nyugat-Csehországi Múzeum (Západočeské muzeum) gyűjteményeiben is megtalálhatók.